# Hawthorn Lake
Hawthorn Lake är en sjö i Kanada.   Den ligger i provinsen British Columbia, i den sydvästra delen av landet, 3 700 km väster om huvudstaden Ottawa. Hawthorn Lake ligger 338 meter över havet. Arean är 0,10 kvadratkilometer.
I omgivningarna runt Hawthorn Lake växer i huvudsak barrskog. Trakten runt Hawthorn Lake är nära nog obefolkad, med mindre än två invånare per kvadratkilometer.